# Team LCR
Team LCR — спортивна мотогоночна команда, яка бере участь у чемпіонаті світу з шосейно-кільцевих мотоперегонів MotoGP. Заснована у 1996 році італійським мотогонщиком Лючіо Чекінелло. У сезоні 2016 представлена у класі MotoGP під назвою LCR Honda британцем Келом Кратчлоу, який виступає на заводському мотоциклі Honda RC213V.

## Історія

### Початок виступів: клас 125сс
Команда була заснована італійським гонщиком Лючіо Чекінелло у 1996 році. Він створив свою власну команду для виступів у чемпіонаті світу в класі 125cc, використовуючи мотоцикли Honda.
Дебют «Team LCR» відбувся 29 березня 1996 року на малайській трасі Шах Алам.
У дебютному сезоні Чекінелло кілька разів потрапляв у десятку найкращих, посівши у сезоні 15 місце. Аналогічні результати були продемонстровані у сезоні 1997.
У сезоні 1998 року команда була представлена двома гонщиками: до Чекінелло приєднався японець Нобору Уеда. У своїй другій гонці за команду, Уеда здобув першу перемогу на етапі Гран-Прі для Team LCR. Це сталося на Гран-Прі Малайзії. Першу перемогу для своєї команди Чекінелло здобув у тому ж році на Гран-Прі Мадриду у Харамі. Лючіо посів у сезоні 5-те місце в загальному заліку, тоді як Уеда заків 13-м після пропуску половини сезону через травму. Хіроюкі Кікучі був взятий в команду як заміна Уеди під час його відсутності.
Співпраця Чекінелло і Уеди тривала в 1999 і 2000 сезонах, що дало команді ще одну перемогу (Уеда в 1999 році на Гран-Прі Бразилії), а також численні подіуми для обох гонщиків. Уеда закінчив обидва сезони на 5-й позиції, тоді як Чекінелло був в змозі закінчити на 9-й і 11-й позиціях.
У 2001 році команда перейшла на мотоцикли Aprilia. В команду на місце Уеди був взятий іспанець Рауль Хара. Результати Чекінелло покращились: він завоював першу перемогу з Aprilia на Гран-Прі Каталонії і закінчив сезон 4-м у загальному заліку.

### Виступи у класі 250сс
У 2002 році команда розпочала свої виступи в класі 250cc, залишаючись при цьомі у в класі 125сс. Гонщик із Сан-Марино Алекс де Анджеліс був прийнятий на місце Хари в клас 125cc, тоді як молодий перспективний австралійський новачок Кейсі Стоунер та іспанець Девід Чека були запрошені для виступів у класі 250cc. Чекінелло вдалося повторити успішні результати попереднього сезону і він знову закінчив сезон 4-м у загальному заліку з 3 перемогами на етапах, тоді як де Анджеліс здобув перший подіум у кар'єрі і закінчив 9-м у цілому. У класі 250cc, Стоунер та Чека змогли домогтися кількох потраплянь у десятку на етапах і закінчили в дебютному сезоні на 12 та 13 місцях відповідно.
У 2003 році команда продовжила свої подвійні виступи у класах 125cc і 250cc. Кейсі Стоунер перейшов у клас 125cc і став партнером Чекінелло, тоді як у класі 250сс команду представляв французький гонщик Ренді де Пуньє. Обидві команди мали успішний сезон з 3-ма перемогами на етапах в кожному класі. Де Пуньє з 3-ма перемогами та 9-ма подіумами боровся за чемпіонство, але в результаті зміг закінчити сезон 4-м; Чекінелло здобув дві перемоги, тоді як Стоунер завоював перший подіум і першу перемогу у класі. Наприкінці 2003 року Чекінелло вирішив завершити свою гоночну кар'єру і зосередитися в управлінні командою.
У 2004 році команда зберегла у своєму складі де Пуньє, який продовжив виступи на Aprilia у класі 250cc. Для виступів у класі 125cc команда найняла двох італійських гонщиків: колишнього чемпіона світу 125cc Роберто Локателлі і новачка Матіа Пасіні. Де Пуньє і Локателлі боролися за чемпіонство у своїх класах, проте закінчили сезон третіми у загальному заліку. У де Пуньє була 1 перемога і 8 подіумів, тоді як у Локателлі було 2 перемоги і 6 подіумів.
В сезоні 2005 року команда була представлена лише у класі 250cc на мотоциклах Aprilia. Роберто Локателлі перейшов до 250cc, компанію йому склав Кейсі Стоунер, який повернувся після одного року перебування у KTM. Стоунер за сезон здобув 5 перемог і 10 подіумів та закінчив сезон другим після Дані Педроси. Друге місце Кейсі було найкращим результатом в історії команди. Стоунер був також першим гонщиком LCR, який мав понад 3 перемоги на етапах в сезоні.

### Перехід в клас MotoGP
У жовтні 2005 року команда домовилась з Кейсі Стоунером про перехід в клас MotoGP в майбутньому сезоні, постачальником мотоциклів мала стати Yamaha. Після того, як сезон 2005 року закінчився, Стоунер отримав пропозицію від команди «Honda Pons» і навіть встиг протестувати з ними мотоцикл Honda RC211V у Валенсії. З виходом Стоунера з команди, «Team LCR» довелося призупинити свій проєкт у MotoGP. Тим не менш, в грудні 2005 року, несподівано для всіх, Стоунер став знову доступний для LCR після того, «Honda Pons» не змогла залучитися спонсорською підтримкою на майбутній сезон. «Team LCR» негайно повторно підписала Стоунера і уклала угоду з HRC на постачання їхніх мотоциклів RC211V в 2006 році.
Стоунер здобув свій перший поул для команди у другій гонці MotoGP на Гран-Прі Катару. На наступній гонці в Туреччині Стоунер завоював свій перший подіум в MotoGP. Стоунер конкурував з Марко Меландрі всю гонку, поки Меландрі не вдалося побити його на фініші. Стоунер закінчив сезон на 8-му місці.
У сезоні 2007 року Стоунер покинув команду для переходу у Ducati. Іспанський ветеран Карлос Чека замінив його в команді, отримавши новий мотоцикл Honda RC212V з об'ємом двигуна 800 куб.см. Тим не менш, команда не змогда повторити свої вражаючі результати 2006 року, а Чека щосили намагався пристосуватися до нового мотоциклу, його найкращим результатом стало два шостих місця на Гран-Прі Іспанії та Гран-Прі Сан Марино.
Ренді де Пуньє повернувся в команду в 2008 році. Найкращим результатом де Пуньє було лише шосте місце на Гран-Прі США.
У сезоні 2009 року на Гран-Прі Великої Британії де Пуньє зайняв третє місце — його найкращий результат з командою і перший подіум команди в класі MotoGP з 2006 року.
Сезон 2010 року де Пуньє закінчив на дев'ятому місці на мотоциклі Honda RC212V, його найкращим результатом було четверте місце на Гран-Прі Каталонії.
У сезоні 2011 року де Пуньє в команді змінив іспанець Тоні Еліас — на той момент чинний чемпіон світу у класі Moto2. Впродовж сезону він демонстрував невисокі результати, аналогічні до результатів де Пуньє у попередньому сезоні, та в підсумку посів лише 15 місце. Після завершення сезону Еліас вирішив повернутись у Moto2, а його місце знову зайняв чемпіон світу у класі Moto2, цього разу німець Штефан Брадль.
Протягом сезону 2012 року Брадль на кількох етапах претендував на подіум, але найкращим його результатом було четверте місце на Гран-Прі Італії. В підсумку посів високе як для новачка 8-е місце в сезоні, за що отримав титул «новачка року».
В наступному сезоні команда продовжила співпрацю з Брадлем. Протягом чемпіонату Штефан не міг на рівні конкурувати з чотирма гонщиками заводських команд Honda та Yamaha; він боровся за 5-е місце з британцем Келом Кратчлоу з «Monster Yamaha Tech 3» та іспанцем Альваро Баутістою з «Go & Fun Honda Gresini». На Гран-Прі США, за відсутності Лоренсо та Педроси, Брадль зміг вперше за часи виступів у класі MotoGP піднятись на подіум, зайнявши 2 -ге місце. На Гран-Прі Малайзії під час вільної практики потрапив у аварію, в якій зламав щиколотку. Внаслідок отриманої травми йому довелось пропустити дві гонки, через що він зайняв лише 7-е місце у загальному заліку.
У сезоні 2014 Штефан Брадль знову був єдиним представником команди у MotoGP. В середині сезону команда отримала нового титульного спонсора в особі британської фінансової компанії «CWM FX». Це, а також не зовсім успішні виступи Брадля у чемпіонаті (лише 9-е місце за підсумками першої половини сезону) призвели до змін у команді: для виступів у сезоні 2015 замість німця був підписаний британський гонщик Кел Кратчлоу. Згодом було повідомлено, що компанію британцю склав Джек Міллер — молодий австралійський гонщик з класу Moto3. Такий розвиток подій дозволив зекономити кошти Лючіо Чекінелло, адже контракт останнього повністю оплатила Honda Racing Corporation, а фінансування заробітної плати Кратчлоу взяла на себе «CWM FX».
Перед самим початком сезону 2015 у команди виникли неочікувані проблеми: її головний спонсор, британська компанія «CWM FX», була запідозрена у фінансових махінаціях та була закрита, що поставило участь у змаганнях «Team LCR» та Кратчлоу зокрема під сумнівом. До того моменту команда встигла отримати від головного спонсора лише 4,5 з запланованих 6,5 млн. €, тому після Гран-Прі Чехії вона знову виступала під звичною назвою «LCR Honda». Найкращим результатом сезону стало третє місце Кела Кратчлоу на Гран-Прі Аргентини.

## Результати
| Сезон | Клас   | Назва команди            | Мотоцикл        | №  | Гонщики           | Гонки | Пер | Под | ПП | НК | Очки  | Місце |
| ----- | ------ | ------------------------ | --------------- | -- | ----------------- | ----- | --- | --- | -- | -- | ----- | ----- |
| 1996  | 125cc  | Honda Team GP3           | Honda           |    | Лючіо Чекінелло   | 15    | 0   | 0   | 0  | 0  | 59    | 15    |
| 1997  | 125cc  | Spidi Honda LCR          | Honda           |    | Лючіо Чекінелло   | 15    | 0   | 0   | 0  | 0  | 73    | 14    |
| 1998  | 125cc  | Givi Honda LCR           | Honda           | 10 | Лючіо Чекінелло   | 13    | 1   | 3   | 0  | 1  | 130   | 5     |
| 1998  | 125cc  | Givi Honda LCR           | Honda           | 2  | Нобору Уеда       | 8     | 1   | 1   | 4  | 0  | 62    | 13    |
| 1998  | 125cc  | Givi Honda LCR           | Honda           | 52 | Хіроюкі Кікучі    | 6     | 0   | 1   | 0  | 0  | 51    | 15    |
| 1999  | 125cc  | Givi Honda LCR           | Honda           | 6  | Нобору Уеда       | 16    | 1   | 6   | 1  | 2  | 171   | 5     |
| 1999  | 125cc  | Givi Honda LCR           | Honda           | 5  | Лючіо Чекінелло   | 16    | 0   | 4   | 3  | 0  | 108   | 9     |
| 2000  | 125cc  | Givi Honda LCR           | Honda           | 5  | Нобору Уеда       | 16    | 0   | 4   | 1  | 2  | 153   | 5     |
| 2000  | 125cc  | Givi Honda LCR           | Honda           | 9  | Лючіо Чекінелло   | 16    | 0   | 0   | 0  | 0  | 91    | 11    |
| 2001  | 125cc  | MS Aprilia LCR           | Aprilia         | 9  | Лючіо Чекінелло   | 16    | 1   | 4   | 1  | 2  | 156   | 4     |
| 2001  | 125cc  | MS Aprilia LCR           | Aprilia         | 12 | Рауль Хара        | 16    | 0   | 0   | 0  | 0  | 9     | 26    |
| 2002  | 250cc  | Safilo Oxydo Race LCR    | Aprilia         | 27 | Кейсі Стоунер     | 15    | 0   | 0   | 0  | 0  | 68    | 12    |
| 2002  | 250cc  | Safilo Oxydo Race LCR    | Aprilia         | 42 | Давід Чека        | 15    | 0   | 0   | 0  | 0  | 60    | 13    |
| 2002  | 125cc  | Safilo Oxydo Race LCR    | Aprilia         | 4  | Лючіо Чекінелло   | 16    | 3   | 5   | 0  | 5  | 180   | 4     |
| 2002  | 125cc  | Safilo Oxydo Race LCR    | Aprilia         | 15 | Алекс де Анджеліс | 16    | 0   | 1   | 1  | 0  | 87    | 9     |
| 2003  | 250cc  | Safilo Oxydo – LCR       | Aprilia         | 7  | Ренді де Пуньє    | 16    | 3   | 9   | 5  | 2  | 208   | 4     |
| 2003  | 125cc  | Safilo Oxydo – LCR       | Aprilia         | 27 | Кейсі Стоунер     | 14    | 1   | 4   | 1  | 2  | 125   | 8     |
| 2003  | 125cc  | Safilo Oxydo – LCR       | Aprilia         | 4  | Лючіо Чекінелло   | 16    | 2   | 3   | 0  | 2  | 112   | 9     |
| 2004  | 250cc  | Safilo Carrera – LCR     | Aprilia         | 7  | Ренді де Пуньє    | 16    | 1   | 8   | 2  | 0  | 214   | 3     |
| 2004  | 125cc  | Safilo Carrera – LCR     | Aprilia         | 15 | Роберто Локателлі | 16    | 2   | 6   | 1  | 1  | 192   | 3     |
| 2004  | 125cc  | Safilo Carrera – LCR     | Aprilia         | 54 | Маттіа Пасіні     | 16    | 0   | 0   | 0  | 0  | 54    | 15    |
| 2005  | 250cc  | Carrera Sunglasses – LCR | Aprilia         | 27 | Кейсі Стоунер     | 16    | 5   | 10  | 2  | 1  | 254   | 2     |
| 2005  | 250cc  | Carrera Sunglasses – LCR | Aprilia         | 15 | Роберто Локателлі | 16    | 0   | 0   | 0  | 0  | 61    | 13    |
| 2006  | MotoGP | Honda LCR                | Honda RC211V    | 27 | Кейсі Стоунер     | 16    | 0   | 1   | 1  | 0  | 119   | 8     |
| 2007  | MotoGP | Honda LCR                | Honda RC212V    | 7  | Карлос Чека       | 18    | 0   | 0   | 0  | 0  | 65    | 14    |
| 2007  | 250cc  | Honda LCR                | Honda RS250R    | 50 | Еуген Лаверті     | 17    | 0   | 0   | 0  | 0  | 6     | 25    |
| 2008  | MotoGP | LCR Honda MotoGP         | Honda RC212V    | 14 | Ренді де Пуньє    | 18    | 0   | 0   | 0  | 0  | 61    | 15    |
| 2009  | MotoGP | LCR Honda MotoGP         | Honda RC212V    | 14 | Ренді де Пуньє    | 17    | 0   | 1   | 0  | 0  | 106   | 11    |
| 2010  | MotoGP | LCR Honda MotoGP         | Honda RC212V    | 14 | Ренді де Пуньє    | 17    | 0   | 0   | 0  | 0  | 116   | 9     |
| 2010  | MotoGP | LCR Honda MotoGP         | Honda RC212V    | 95 | Роджер Лі Хейден  | 1     | 0   | 0   | 0  | 0  | 5     | 19    |
| 2011  | MotoGP | LCR Honda MotoGP         | Honda RC212V    | 24 | Тоні Еліас        | 17    | 0   | 0   | 0  | 0  | 61    | 15    |
| 2011  | MotoGP | LCR Honda MotoGP         | Honda RC212V    | 64 | Косуке Акеюші     | 1 (2) | 0   | 0   | 0  | 0  | 4 (7) | 20    |
| 2011  | MotoGP | LCR Honda MotoGP         | Honda RC212V    | 23 | Бен Бостром       | 1     | 0   | 0   | 0  | 0  | 0     | –     |
| 2012  | MotoGP | LCR Honda MotoGP         | Honda RC213V    | 6  | Штефан Брадль     | 18    | 0   | 0   | 0  | 0  | 135   | 8     |
| 2013  | MotoGP | LCR Honda MotoGP         | Honda RC213V    | 6  | Штефан Брадль     | 16    | 0   | 1   | 1  | 0  | 156   | 7     |
| 2014  | MotoGP | LCR Honda MotoGP         | Honda RC213V    | 6  | Штефан Брадль     | 18    | 0   | 0   | 0  | 0  | 117   | 9     |
| 2015  | MotoGP | CWM LCR Honda LCR Honda  | Honda RC213V    | 35 | Кел Кратчлоу      | 18    | 0   | 1   | 0  | 0  | 125   | 8     |
| 2015  | MotoGP | CWM LCR Honda LCR Honda  | Honda RC213V-RS | 43 | Джек Міллер       | 18    | 0   | 0   | 0  | 0  | 17    | 19    |
| 2016  | MotoGP | LCR Honda                | Honda RC213V    | 35 | Кел Кратчлоу      |       |     |     |    |    |       |       |
| 2022  | MotoGP | LCR Honda                | Honda RC213V    | 30 | Такаакі Накагамі  | 13    | 0   | 0   | 0  | 0  | 45*   | 16*   |
| 2022  | MotoGP | LCR Honda                | Honda RC213V    | 73 | Алекс Маркес      | 13    | 0   | 0   | 0  | 0  | 29*   | 18*   |

Примітка:
1. Результати у дужках відображають підсумковий результат за сезон, включаючи виступи у складі інших команд.

## Зовнішні посилання
- Офіційний сайт команди [Архівовано 16 квітня 2013 у Wayback Machine.] (англ.)
- Профіль команди [Архівовано 3 лютого 2013 у Wayback Machine.] на офіційній сторінці MotoGP (англ.)